# Погорелка (Абакановский сельсовет)
Погорелка — деревня в Череповецком районе Вологодской области.
Входит в состав Абакановского сельского поселения, с точки зрения административно-территориального деления — в Абакановский сельсовет.
Расстояние по автодороге до районного центра Череповца — 40 км, до центра муниципального образования Абаканово — 5 км. Ближайшие населённые пункты — Трушнево, Кроминская, Алексино, Абаканово.
По переписи 2002 года население — 18 человек.